# کریستین لونگوبردی
کریستین لونگوبردی (انگلیسی: Cristian Longobardi؛ زادهٔ ۱۸ ژوئن ۱۹۸۲) بازیکن فوتبال اهل ایتالیا است.
از باشگاه‌هایی که در آن بازی کرده‌است می‌توان به باشگاه فوتبال چزنا و باشگاه فوتبال پارما اشاره کرد.